# Lijst van rijksmonumenten in Ouder-Amstel
De gemeente Ouder-Amstel telt 36 inschrijvingen in het rijksmonumentenregister. Hieronder een overzicht. 

## Duivendrecht
De plaats Duivendrecht telt 2 inschrijvingen in het rijksmonumentenregister.
| Object                                  | Oorspronkelijke functie? | Bouwjaar | Architect | Locatie            | Coördinaten?                  | Nr.?   | Afbeelding        |
| --------------------------------------- | ------------------------ | -------- | --------- | ------------------ | ----------------------------- | ------ | ----------------- |
| Sophia's Hoeve met aangebouwd zomerhuis | Boerderij                | 1883     |           | Rijksstraatweg 226 | 52° 19' 31" NB, 4° 56' 17" OL | 511503 | Meer afbeeldingen |
| Anthoniushoeve met aangebouwd zomerhuis | Boerderij                | 1889     |           | Rijksstraatweg 228 | 52° 19' 29" NB, 4° 56' 16" OL | 511504 | Meer afbeeldingen |

## Ouderkerk aan de Amstel
De plaats Ouderkerk aan de Amstel telt 34 inschrijvingen in het rijksmonumentenregister. Zie Lijst van rijksmonumenten in Ouderkerk aan de Amstel voor een overzicht.
Aalsmeer ·
Alkmaar ·
Amstelveen ·
Amsterdam ·
Bergen ·
Beverwijk ·
Blaricum ·
Bloemendaal ·
Castricum ·
Den Helder ·
Diemen ·
Dijk en Waard ·
Drechterland ·
Edam-Volendam ·
Enkhuizen ·
Gooise Meren ·
Haarlem ·
Haarlemmermeer ·
Heemskerk ·
Heemstede ·
Heiloo ·
Hilversum ·
Hollands Kroon ·
Hoorn ·
Huizen ·
Koggenland ·
Landsmeer ·
Laren ·
Medemblik ·
Oostzaan ·
Opmeer ·
Ouder-Amstel ·
Purmerend ·
Schagen ·
Stede Broec ·
Texel ·
Uitgeest ·
Uithoorn ·
Velsen ·
Waterland ·
Wijdemeren ·
Wormerland ·
Zaanstad ·
Zandvoort